# 벤서 사르테
벤서 사르테(네덜란드어: Vencer Sarthe)는 벤서에서 2015년부터 생산 중인 스포츠카로, 자사에서 처음으로 생산 중인 스포츠카이다.

## 성능
6.3L V8 엔진을 탑재하였으며, 최고 출력은 622bhp(464kW; 631PS)이고 토크 출력은 618lb-ft(838Nm)이다.3.6초만에 정차 상태에서 시속 100km(62mph)까지 가속하고 최고 속도는 시속 338km(210mph)이다.

## 설계
차량 내부의 모든 패널은 탄소 섬유로 제작되었다.

## 비디오 게임에서의 등장
- 아스팔트 8: 에어본
- 아스팔트 9: 레전드